# سرخس چهارچوبی

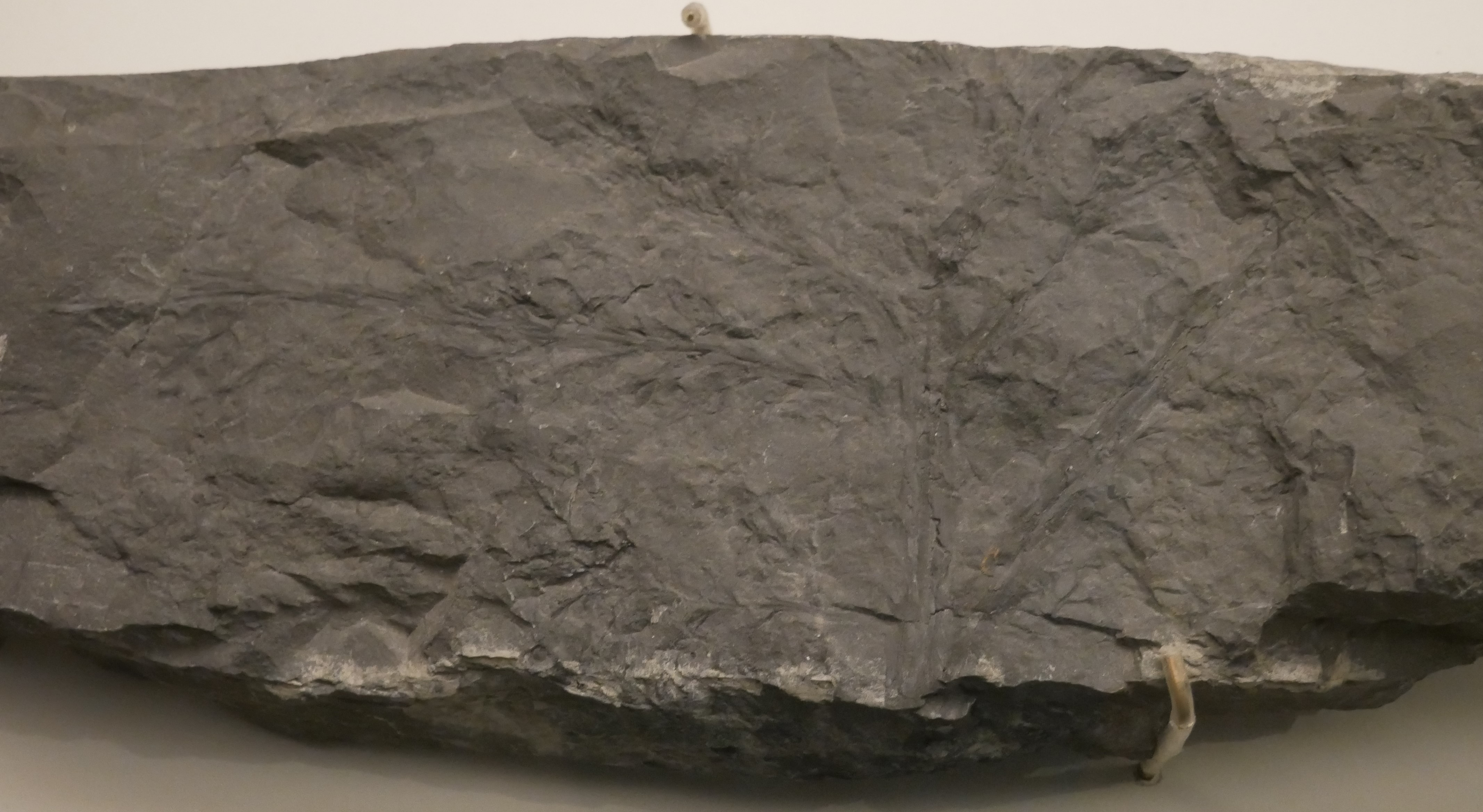
Tetraxylopteris sp. فسیل

سرخس چهارچوبی (انگلیسی: Tetraxylopteris) یک سرده منقرض‌شده از آوندداران است که در دوره دوونین میانی تا دوونین پسین (حدود الگو:Period span/aux) می‌زیست. نخستین فسیل‌های آن در ایالت نیویورک، ایالات متحده آمریکا کشف شد. گونه دوم این سرده بعداً در ونزوئلا شناسایی شد.

## توصیف
تاکنون فسیل‌های Tetraxylopteris در دو منطقه کشف شده‌اند. T. schmidtii از لایه‌های رسوبی Catskill Clastic Wedge در ایالت نیویورک، ایالات متحده، در سنگ‌هایی به قدمت دوونین میانی تا دوونین پسین (حدود الگو:Period span/aux) شناسایی شد. T. reposana در سازند Campo Chico در شمال غربی ونزوئلا، در لایه‌هایی با سن احتمالی فراسنین (الگو:Period span/aux) کشف شد.

الگوی شاخه‌بندی شاخه‌های عقیم Tetraxylopteris reposana، بر اساس Hammond & Berry 2005. ۰= ساقه اصلی یا جانبی؛ ۱= شاخه درجه اول و غیره؛ a= زائده. زائده‌ها تنها بر روی یک شاخه درجه سوم نشان داده شده‌اند.

ساختار کلی Tetraxylopteris از یک سامانه پیچیده از شاخه‌ها تشکیل شده بود. ساقه اصلی آن «پسوودومونوپودیال» (pseudo-monopodial) بود، یعنی به‌صورت دوتایی منشعب می‌شد تا ساقه‌های جانبی ایجاد کند، درحالی‌که ساقه اصلی همچنان هویت خود را حفظ می‌کرد. ساقه‌های اصلی و جانبی دارای سه سطح شاخه‌بندی بودند (یعنی شاخه‌های منشعب‌شده دو بار دیگر تقسیم می‌شدند). (در T. reposana ممکن است چهار سطح شاخه‌بندی وجود داشته باشد) شاخه‌ها به‌صورت جفت‌های متقابل قرار داشتند، به‌طوری که هر جفت متوالی در زاویه ۹۰ درجه نسبت به جفت قبلی قرار می‌گرفت (تقاطع). در T. schmidtii، آخرین سطح شاخه‌بندی دارای زائده‌هایی بود که به‌صورت متقابل و ضربدری چیده شده بودند، درحالی‌که در T. reposana زائده‌ها در سطح شاخه‌های ماقبل آخر به‌صورت متقابل و ضربدری قرار داشتند، اما در سطح نهایی به‌شکل مارپیچی یا حلزونی بودند. زائده‌ها به‌صورت دوتایی منشعب شده و تا سه بار تقسیم می‌شدند و سه‌بعدی بودند، هرچند برخی از آن‌ها در فسیل‌ها به‌نظر می‌رسد که مسطح شده‌اند.
این زائده‌ها توسط بیرلینگ و فلمینگ «برگ‌های ابتدایی بدون پهنک» نامیده شده‌اند، زیرا گمان می‌رود که این ساختارها پیش‌زمینه‌ای برای تکامل برگ‌های واقعی بوده‌اند. فرایند تکامل آن‌ها ابتدا شامل «پهن شدن» برای ایجاد ساختاری منشعب دوبعدی بود، سپس با «پرده‌بندی» ادامه یافت که طی آن بافت بین شاخه‌های پهن‌شده رشد کرد.
تفاوت مشخص بین دو گونه این است که T. schmidtii شاخه‌هایی داشت که به‌وضوح در طول خود باریک می‌شدند، درحالی‌که تنها شاخه‌های درجه سوم در T. reposana چنین ویژگی‌ای داشتند. تفاوت دیگر این بود که T. reposana در پایه شاخه‌های درجه اول و دوم برجستگی‌هایی داشت.
در هر دو گونه، نوار بافت چوبی اولیه در مرکز ساقه‌ها، شاخه‌ها و زائده‌ها قرار داشت. در ساقه‌های اصلی و شاخه‌ها، این نوار در مقطع عرضی به‌شکل X بود که با چهار ردیف شاخه هم‌خوانی داشت. در زائده‌های انتهایی، مقطع عرضی آن به‌شکل دایره درآمده بود. بافت چوبی از نوع mesarch بود، یعنی پروتوزایلم زودرس در میان متازایلم بالغ‌تر در دو طرف آن قرار داشت. پروتوزایلم در نوک‌های لوب‌های بافت چوبی و همچنین در مرکز آن دیده می‌شد. آناتومی کلی ساقه چوبی به پیدازادان شباهت داشت.

## رده‌بندی
این سرده در سال ۱۹۵۷ توسط بَک (Beck) برای گونه Tetraxylopteris schmidtii نام‌گذاری شد. در ابتدا، بَک این سرده را به‌عنوان نیایی احتمالی برای دانه‌سرخس‌تباران یا پتریدو اسپرم‌ها توصیف کرد. در سال ۱۹۶۰، او نام بازدانگان پیشین را برای رده جدیدی از گیاهان معرفی کرد که همانند سرخس (گیاه)‌ها تولیدمثل می‌کردند، اما ساختار داخلی ساقه آن‌ها مشابه بازدانگان بود. این رده به دو راسته تقسیم شد: راسته ابتدایی‌تر *Aneurophytales* و راسته پیشرفته‌تر *Archaeopteridales*، که پیش‌تر توسط کرائوزل و ویلند در سال ۱۹۴۱ به‌عنوان نیای مشترک سرخس‌ها و پتریدو اسپرم‌ها پیشنهاد شده بود. Tetraxylopteris در گروه *Aneurophytales* قرار گرفت.
در سال ۲۰۰۵، گونه جدیدی به نام Tetraxylopteris reposana توسط هاموند و بری توصیف شد. نام *reposana* از «El Reposo»، نام مزرعه‌ای در نزدیکی محل فسیل، گرفته شده است. این دو پژوهشگر همچنین پیشنهاد کردند که *Proteokalon*، که توسط Scheckler & Banks در سال ۱۹۷۱ معرفی شده بود، ممکن است مترادف *Tetraxylopteris* باشد.